# Kenny Drew
Kenny Drew (New York, 1928. augusztus 28. – Koppenhága, 1993. augusztus 4.) amerikai dzsesszzongorista.

## Pályakép
Kenny Drew igen tehetséges zongorista, a fia, Kenny Drew jr. pedig az 1990-es évek egyik legragyogóbb zongoristája volt.
Az 1950-es években olyan hírességekkel játszott, mint Charlie Parker, Coleman Hawkins, Lester Young, Milt Jackson, Buddy DeFranco, Dinah Washington, Buddy Rich.
1961-ben Párizsba, majd 1964-ben véglegesen Koppenhágába költözött. Haláláig aktív maradt.

## Lemezek
- 1953:  New Faces, New Sounds
- 1954:  Kenny Drew and His Progressive Piano
- 1955:  Talkin' & Walkin'
- 1956:  Embers Glow
- 1956:  Kenny Drew Trio
- 1957:  A Harold Arlen Showcase
- 1957:  I Love Jerome Kern
- 1957:  This Is New
- 1957:  Pal Joey
- 1960:  Undercurrent
- 1973:  Duo
- 1973:  Everything I Love
- 1974:  Duo 2
- 1974:  Dark Beauty
- 1974:  If You Could See Me Now
- 1974:  Duo Live in Concert
- 1975:  Morning
- 1977:  In Concert
- 1977:  Lite Flite
- 1977:  Ruby, My Dear
- 1978:  Home Is Where the Soul Is
- 1978:  For Sure!
- 1981:  It Might As Well Be Spring
- 1981:  Havin' Myself a Time
- 1981:  Your Soft Eyes
- 1982:  Playtime: Children's Songs by Kenny Drew and Mads Vinding
- 1982:  The Lullaby
- 1982:  Moonlit Desert
- 1983:  Swinin' Love
- 1983:  And Far Away
- 1983:  Fantasia
- 1984:  Trippin'
- 1985:  By Request
- 1985:  By Request II
- 1986:  Elegy
- 1987:  Dream
- 1989:  Recollections
- 1993:  At the Brewhouse
- 1996:  Solo-Duo